# 七滝
七滝（ななたき）は、秋田県鹿角郡小坂町にある滝。日本の滝百選の一つである。

## 概要
鹿角市十和田山根の杉沢山の山麓を源流とし、七滝沢を通って小坂川（米代川水系）の上流・荒川川に合流する地点に七滝がある。滝は秋田県道2号大館十和田湖線上の道の駅こさか七滝の至近、小坂町・鹿角市の境界上にあり、県道2号からでも鑑賞できる。その名のとおり、7つの滝によって約60mの落差を落下している。
また、滝の周辺は公園として整備され、滝壺まで遊歩道と橋がかかっているため、山を登ったり沢を歩いたりしなくても滝の側まで近づいて鑑賞できる。

## 七滝神社の伝説
昔、高清水というところに、昆孫左衛門という大地主がいた。自分の家から毛馬内までよその人の持っている土地をふまないで行けると自慢をしていた。ある時、林から薪を切り出した。それは35人の家で、一冬を暖かく過ごせる沢山の量であった。そのころ、滝に物を投げ入れることは、厳しく禁じられていた。もしも、滝に物を投げ入れると神様のバチが当たると考えられていた。孫左衛門はその禁じられていることをわざとやった、自分の力を皆に自慢しようとした。孫左衛門は薪を次から次は全部落とした。孫左衛門は滝の横の方で腕組みをしながら「どうだ、俺の力は大したものだろう。俺にかなうやつは誰もいない」と、にたにた笑っていた。薪が滝の四段目の鍋倉というところに落ちた時、雷のような稲光が光り、その中から苦しそうな声が聞こえてきた。木は水の中に入れると浮かんで流れるものだが、薪は鍋倉に吸い込まれて一本も浮かんでこなかった。驚いた孫右衛門は、これはどうしたことだと口の中でブツブツ言いながら家に帰り、そのまま床に寝込んでしまった。すると、その日の夜に夢の中に全身傷だらけで血を流した大蛇が現れ「この傷を見ろ、お前の罪は深い。きっと罰を与えるであろう」といって消えた。どうしたら、竜神に許してもらえるだろうかと、孫右衛門は一心に考え、滝のそばに神社を建てて神をお祀りすることを考えついた。孫右衛門は神社の中で毎日自分のしたことをわびた。その心が通じたのか、夢の中にも傷ついた大蛇は現れなくなった。

## 施設

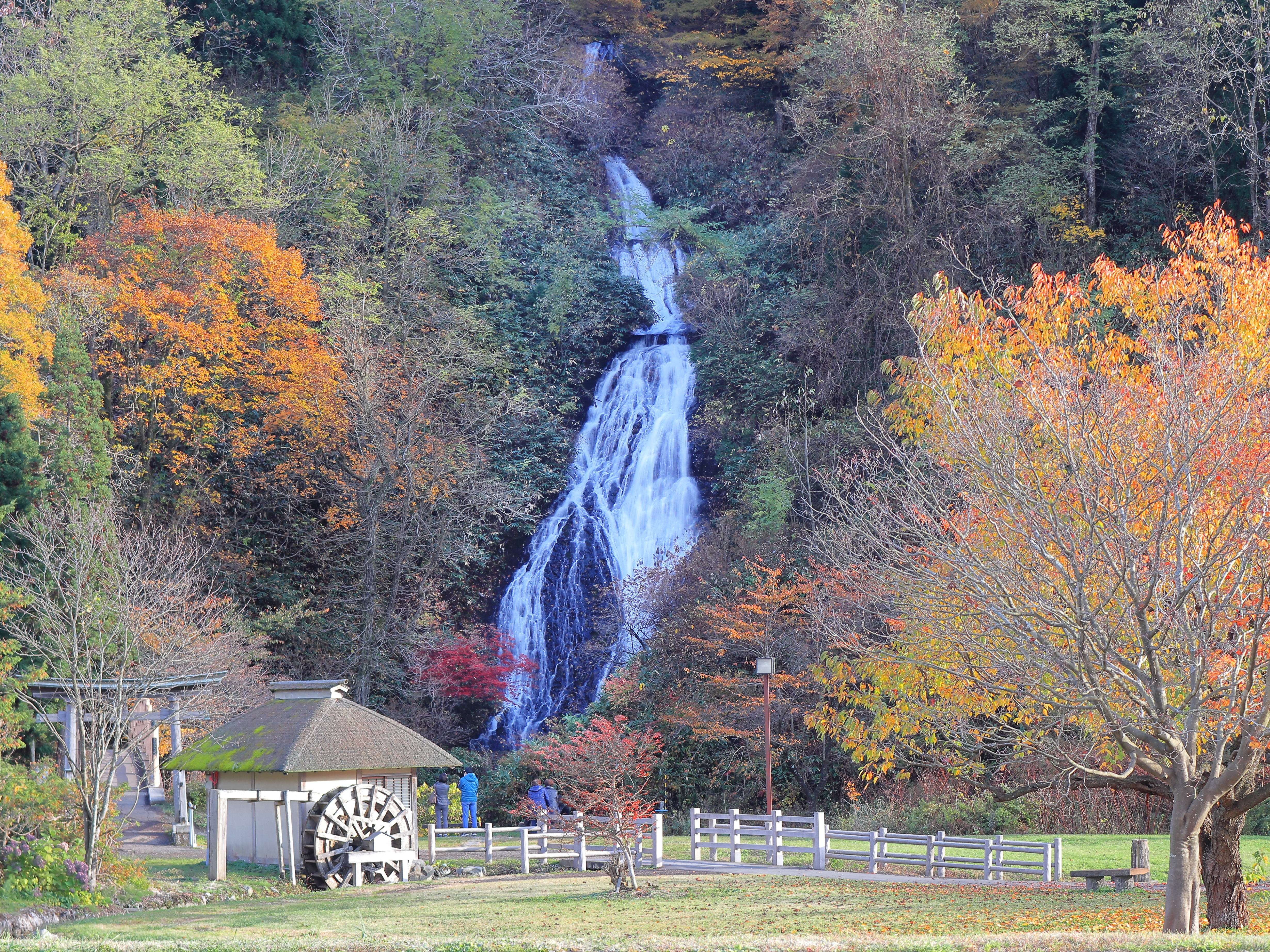
七滝と水車小屋
滝壺の左手に七滝神社がある。

- 七滝神社 - 孫左衛門建立（伝承）
- 芝生公園
- 水車小屋
- 道の駅こさか七滝

## アクセス
- JR花輪線 十和田南駅より車で25分
- 東北自動車道-小坂ICより8キロ、車で15分
  - 駐車場は道の駅こさか七滝の駐車場を利用する。